# Эмме, Фёдор Иванович
Фёдор Иванович (Фридрих Иоганн) Эмме (Friedrich Johann von Emme; 1699—1767) — русский государственный деятель, тайный советник.

## Биография
Родился 5 декабря 1699 года в Мекленбурге.
Приехал в Россию в свите герцогини Екатерины Иоанновны Мекленбург-Шверинской и вступил в статскую службу 12 октября 1722 года. В январе 1741 года был назначен состоять при графе Х. А. Минихе. После восшествия на престол Елизаветы Петровны состоял членом следственной комиссии по рассмотрению дел графа А. И. Остермана и других государственных преступников. 
Вице-президент (1741-1764) и президент (1764-1766) Коллегии (с 1742 года — Юстиц-коллегии) лифляндских и эстляндских дел (с 1763 года —  лифляндских, эстляндских и финляндских дел). В 1764 году был членом следственной комиссии по делу подпоручика В. Я. Мировича. 
Умер 30 октября 1767 года в Санкт-Петербурге. Среди наград имел орден Святой Анны (награждён 3 февраля 1761).

### Семья
Фёдор Эмме был дважды женат: первым браком — на Иоганне Елизавете, урожденной Рейнсторп (1729—1753), вторым — на Анне Катарине, урожденной фон Крузе (1735—1815).
Его сыновья: 
- Фёдор Фёдорович (Фридрих) (1746-?) - подполковник, служил в Псковском, затем — в Тобольском пехотных полках.
- Иван Фёдорович (1763—1839) — генерал-лейтенант, герой войн против Наполеона.